# Langenapel
Langenapel ist eine Ortschaft und ein Ortsteil der Hansestadt Salzwedel im Altmarkkreis Salzwedel in Sachsen-Anhalt.

## Geographie
Das Dorf Langenapel liegt in der westlichen Altmark, rund fünf Kilometer von der niedersächsischen Landesgrenze entfernt. Die nächsten größeren Städte sind Salzwedel zwölf Kilometer nordöstlich und das niedersächsische Uelzen rund 30 Kilometer nordwestlich von Langenapel. Die Region wird durch die in Nord-Süd-Richtung verlaufende Salzwedeler Dumme entwässert. Östlich liegt das Waldgebiet Buchholz.
Nachbarorte sind Henningen, Osterwohle, Wistedt, Wiersdorf, Deutschhorst und Siedendolsleben.

## Geschichte

### Mittelalter bis Neuzeit
Im Jahre 1342 wurde Henneke de Langenappeldorn in Salzwedel erwähnt. Im Landbuch der Mark Brandenburg von 1375 wird der Ort als Langen Appeldorn aufgeführt. Weitere Nennungen sind 1451 to langen apeldorne, 1477 Langenapelendornn, 1541 Langenapel, 1622 Neuen Appeldorn, 1687 Langenapelndorn und schließlich 1804 Langenapel. Noch im Jahre 1931 existierte im Waldgebiet Buchholz ein Jägerhaus.
Seit dem 13. Jahrhundert waren die Mitglieder des schwarzen Stammes der Familie von dem Knesebeck die Herren des Rittergutes Langenapel. Das letzte Herrenhaus Langenapel wurde im 18. Jahrhundert gebaut, 1990 abgerissen und hatte mit seinen Nebengebäuden und Ländereien in Drähne eine Gesamtfläche von 500 Hektar. Es wurde bis 1945 von Wasmod von dem Knesebeck (1906–1993) bewirtschaftet. Im Jahre 1945 wurde die Familie enteignet.
Bei der Bodenreform wurden 1945 ermittelt: Eine Besitzung mit über 100 Hektar hatte 438 Hektar Land, 15 Besitzungen unter 100 Hektar hatten zusammen 54 Hektar, die Gemeinde hatte 1 Hektar. 1946 wurden 438,7 Hektar enteignet und an 75 Siedler aufgeteilt. Danach entwickelte sich Langenapel zum „sozialistischen Musterdorf“. Am 4. März 1949 wurde hier die erste Maschinen-Ausleih-Station (MAS) des Bezirkes Magdeburg eröffnet. Die erste LPG des damaligen Kreises Salzwedel wurde in Langenapel am 26. Juli 1952 eingerichtet. Sie wurde bereits 1953 vom Typ I in den Typ III überführt. Später folgte der Bau eines Kulturhauses in einem ehemaligen Pferdestall. Das gesamte Dorf war wegen der Entwicklung vom Gutsdorf zum „sozialistischen Dorf“ als Flächendenkmal ausgewiesen. Im Jahre 1990 wurden die LPG Langenapel und LPG Grabenstedt zusammengeschlossen. 1991 begann die Liquidation, die erst 2004 beendet war. Seit 1991 konnten die Brüder Werner und Thomas von dem Knesebeck Teile der ehemaligen Ländereien der Familie pachten und teilweise kaufen.

### Herkunft des Ortsnamens
Äpeldäörn ist im altmärkischen Dialekt der „Gemeine Ahorn“. Berent Schwineköper wertet den Namen als Nachweis der Herkunft eines Teiles der Siedler in der Altmark im 12. und 13. Jahrhundert aus westlichen Gegenden.

### Burg Langenapeldorn
Beim jetzigen Dorf Langenapel lag eine alte Burg, deren Entstehungszeit unbekannt ist. Das Dorf selbst war 1375 im Besitz der Familie von Crucemann. Seit Beginn des 15. Jahrhunderts war die Burg  langen Apeldorn nebst Burglehen der Burg Salzwedel im Lehnsbesitz der Familie von dem Knesebeck, die 1425 beide an die von der Schulenburg veräußerte, 1433 wurde sie wieder zurückgekauft. Die von dem Knesebeck errichteten 1443 mit kurfürstlicher Genehmigung neue Burg. Nach Eroberung dieser Burg durch die Salzwedeler 1469 erfolgte ein Vergleich, nach dem die Burg außer dem Landesherrn auch den Salzwedelern offen gehalten werden musste. Die Burg ist später gänzlich verfallen.
Wie Paul Grimm im Jahre 1958 ermittelte, liegt im Wiesengelände nördlich der Dumme an der Südwestecke des Dorfes das frühere Gut. Nach einer Karte von 1826/27 (im Bürgermeisteramt Langenapel) bestand die Anlage aus zwei nebeneinander liegenden, etwa rechteckigen Teilen, die von einem, teilweise zwei Wassergräben umgeben waren. Im Jahre 2002 war vom Burgwall nur noch ein schlecht erhaltener Graben übrig.

### Eingemeindungen
Ursprünglich gehörte das Dorf zum Salzwedelischen Kreis der Mark Brandenburg in der Altmark. Zwischen 1807 und 1813 lag es im Kanton Diesdorf auf dem Territorium des napoleonischen Königreichs Westphalen. Ab 1816 gehörte die Gemeinde zum Kreis Salzwedel, dem späteren Landkreis Salzwedel.
Am 30. September 1928 wurde der Gutsbezirk Langenapel mit der Landgemeinde Langenapel vereinigt (mit Ausnahme einer in der Feldmark Wistedt gelegenen Exklave, die mit der Landgemeinde Wistedt vereinigt wurde). Die Gemeinde Langenapel kam am 25. Juli 1952 zum Kreis Salzwedel im Bezirk Magdeburg. Nach dessen Auflösung gehörte sie seit dem 1. Juli 1994 zum Altmarkkreis Salzwedel. Bis Ende 2009 war Langenapel dann eine eigenständige Gemeinde und Mitglied der Verwaltungsgemeinschaft Beetzendorf-Diesdorf.
Durch einen Gebietsänderungsvertrag beschloss der Gemeinderat der Gemeinde Langenapel am 29. Januar 2009, dass die Gemeinde Langenapel in die Hansestadt Salzwedel eingemeindet wird. Dieser Vertrag wurde vom Landkreis als unterer Kommunalaufsichtsbehörde genehmigt und trat am 1. Januar 2010 in Kraft.
Nach Eingemeindung der bisher selbstständigen Gemeinde Langenapel wurde Langenapel Ortsteil der Hansestadt Salzwedel. Für die eingemeindete Gemeinde wurde die Ortschaftsverfassung nach den §§ 86 ff. Gemeindeordnung Sachsen-Anhalt eingeführt. Die eingemeindete Gemeinde Langenapel wurde zur Ortschaft der aufnehmenden Hansestadt Salzwedel. In der eingemeindeten Gemeinde und nunmehrigen Ortschaft Langenapel wurde ein Ortschaftsrat mit fünf Mitgliedern einschließlich Ortsbürgermeister gebildet.

### Einwohnerentwicklung

#### Gemeinde
| Jahr | Einwohner |
| ---- | --------- |
| 1734 | 028       |
| 1774 | 076       |
| 1789 | 111       |
| 1798 | 116       |
| 1801 | 153       |
| 1818 | 149       |
| 1840 | 212       |
| 1864 | 078       |
| 1871 | 085       |
| 1885 | 062       |
| 1892 | [00]157   |

| Jahr | Einwohner |
| ---- | --------- |
| 1895 | 072       |
| 1900 | [00]184   |
| 1905 | 061       |
| 1910 | [00]170   |
| 1925 | 226       |
| 1939 | 118       |
| 1946 | 244       |
| 1964 | 343       |
| 1971 | 360       |
| 1981 | 640       |
| 1985 | [00]596   |

| Jahr | Einwohner |
| ---- | --------- |
| 1990 | [00]314   |
| 1993 | 562       |
| 1995 | [00]291   |
| 1998 | [00]284   |
| 2000 | [00]287   |
| 2002 | [00]280   |
| 2004 | [00]278   |
| 2005 | [00]266   |
| 2006 | [00]252   |
| 2008 | [00]248   |
| 2009 | [00]262   |

#### Ortsteil
| Jahr | Einwohner |
| ---- | --------- |
| 2010 | [00]251   |
| 2014 | [00]233   |
| 2015 | [00]230   |
| 2020 | [00]227   |
| 2021 | [00]228   |
| 2022 | [00]233   |
| 2023 | [0]231    |

#### Gut/Gutsbezirk
| Jahr | Einwohner |
| ---- | --------- |
| 1798 | 038       |
| 1864 | 124       |
| 1871 | 090       |
| 1885 | 109       |
| 1895 | 091       |
| 1905 | 102       |

Quelle bis 1993, wenn nicht angegeben:

## Religion
Die evangelische Kirchengemeinde Langenapel, die früher zur Pfarrei Osterwohle gehörte, wird heute betreut vom Pfarrbereich Osterwohle-Dähre im Kirchenkreis Salzwedel im Bischofssprengel Magdeburg der Evangelischen Kirche in Mitteldeutschland.

## Politik

### Ortsbürgermeister
Frank Wüstemann ist Ortsbürgermeister der Ortschaft Langenapel.
Er war auch letzter Bürgermeister der Gemeinde Langenapel.

### Ortschaftsrat
Bei der Ortschaftsratswahl am 9. Juni 2024 errang die „Unabhängige Wählergruppe“ alle 5 Sitze, genau wie bei der Wahl 2019.
Es wurden eine Frau und vier Männer gewählt. Von 191 Wahlberechtigten hatten 130 ihre Stimme abgegeben, die Wahlbeteiligung betrug damit 68,06 Prozent.

### Wappen
Das Wappen wurde vom Heraldiker Uwe Reipert gestaltet.

## Kultur und Sehenswürdigkeiten
- Die evangelische Dorfkirche Langenapel, das älteste Gebäude und zugleich das Wahrzeichen des Ortes, ist ein schlichter spätgotischer rechteckiger Bau aus der Mitte des 13. Jahrhunderts, der im 19. Jahrhundert verändert wurde. Im Inneren der Kirche hängt ein barocker Taufengel.[32]
- Die Wassermühle an der Dumme aus dem 17. Jahrhundert prägt das Ortsbild – ein viergeschossiges Massivgebäude mit Fachwerkanbau.
- Im Südwesten des Dorfes liegt die ehemalige Gutshofanlage mit rundherum entstandene Bauernhäusern und zugehörigen Stallgebäuden. Mehrere Einzelbäume und Hofraumgehölzbestände stehen unter Denkmalschutz.
- An der Kirchenmauer steht ein Gedenkstein für die Gefallenen des Ersten und Zweiten Weltkrieges.[33]
- Die Ortsfriedhöfe liegen etwa einen Kilometer östlich des Dorfes.

### Vereine
Das Vereinsleben wird durch die Freiwillige Feuerwehr, den Fußballverein SV 51 Langenapel e. V. und einen Anglerverein bestimmt, der eigene Fischteiche betreibt.

### Veranstaltungen
Alljährlich an einem Sommer-Wochenende findet in „LA“ das Inselfest statt.

## Wirtschaft und Infrastruktur
Seit 1993 gibt eine auf Vogelfutter spezialisierte Futterfabrik in Langenapel.
Erreichbar ist der Ort unter anderem über die unmittelbar südlich gelegene Landesstraße 8, die auf diesem Streckenabschnitt als Straße der Romanik firmiert.